# Сіді Мохамед Улд Бубакар
Сіді Мохамед Улд Бубакар (31 травня 1957) — мавританський політик, який був прем'єр-міністром Мавританії (1992—1996) та (2005—2007).

## Життєпис
Народився в Атарі в 1957 році, Бубакар став регіональним скарбником у Нуадібу в квітні 1983 року, а потім технічним радником міністра фінансів і торгівлі в листопаді 1983 року. У березні 1984 року він став генеральним скарбником Мавританії. Згодом, за часів правління Маауя ульд Сіді Агмед Тая, він став директором з нагляду за громадськими установами у 1985 році, директором бюджету в 1986 році та генеральним контролером фінансів у 1987 році. Він став директором плану в грудні 1987 року, потім директор Казначейства та державних рахунків у квітні 1988 року.
Бубакар став міністром фінансів у жовтні 1990 року і був призначений прем'єр-міністром 18 квітня 1992 року. Обіймав посаду, поки Тая не був звільнений 2 січня 1996 року . 6 січня 1996 року обраний генеральним секретарем провладної партії Демократична та соціальна республіканська партія (ПРДС). Він став директором кабінету президента у 2001 році та послом Мавританії у Франції у 2004 році. Після військового перевороту проти Таї 3 серпня 2005 року він повернувся до країни з Франції 6 серпня і був призначений прем'єр-міністром 7 серпня полковником Елі Оулд Мохамедом Валлом, головою Військової ради з питань справедливості та демократії. Призначення Бубакара відбулося незабаром після відставки Оульда М'Барека, останнього прем'єр-міністра Таї перед його відхиленням. Бубакар є членом Республіканської партії демократії та оновлення, партії-правонаступниці ПРДС.
Як і члени Військової ради з питань справедливості та демократії, Бубакару не було дозволено балотуватися в президенти на президентських виборах у березні 2007 року. Після виборів та підтвердження результатів Конституційною радою Бубакар подав свою відставку у Валль 31 березня; його попросили залишитися на посаді на посаді доглядача до присяги нового президента Сіді Оульда Чейха Абдаллахі 19 квітня, після чого Абдаллахі призначив Зейн Оульда Зейдана прем'єр-міністром 20 квітня.
Він був кандидатом у президенти на виборах у червні 2019 року . 22 червня 2019 року він набрав 17,87 % виборчих голосів за Мохамеда Оульда Газуані (52,01 %) та Бірама Дая Абейда (18,58) на виборах.